# Leberg
De Leberg is een straat in de Belgische gemeente Brakel, die loopt tussen de dorpen Zegelsem en Elst. De straat doet vaak dienst als helling in de Vlaamse wielerklassiekers.

## Wielrennen
De beklimming werd meermaals opgenomen in het parcours van de Ronde van Vlaanderen. De Leberg is traditioneel de helling voor de Berendries. De smalle asfaltweg werd reeds 35 maal beklommen (1977-1983, 1990-1997, 1999-2011, 2014-2020). De helling werd in 1983 wel beklommen maar niet officieel in het wedstrijdboek opgenomen. 
Vroeger heette de helling Keiweg-Leberg, deze start dieper in de Haaghoek (Keiweg) en komt uit op het huidige traject van de Leberg vlak onder de top.
Van 1990-1996 is de Leberg gesitueerd tussen de Varentberg en de Molenberg, in de finale. In 1997 is ze reeds de derde helling, na de Kattenberg en voor de Molenberg. Van 1999-2001 is ze gesitueerd tussen Eikenberg en Berendries. In 2002 tussen de Kapelleberg en de Berendries. Van 2003-2006 werd ze gesitueerd tussen de Steenberg en de Berendries. In 2007 is ze gesitueerd tussen de Boigneberg en de Berendries en in 2008 tussen Berg ten Stene en de Berendries. In 2009 ligt de helling tussen de Varentberg en de Berendries en in 2010 en 2015 tussen Molenberg en Berendries. In 2011 en in de periode 2014-2016 ligt ze tussen de Molenberg en de Valkenberg. In 2011 reed Fabian Cancellara er weg van Tom Boonen. In de periode 2017-2020 wordt ze wederom opgenomen, nu tussen Wolvenberg en Berendries.
De Leberg is daarnaast meermaals (1984, 1985, 1987, 1990, 1991, 1995, 1996, 1999-2003, 2005-2015) beklommen in de Omloop Het Nieuwsblad, in de laatste edities ook vaker per wedstrijd. Ook wordt ze beklommen in de Driedaagse van De Panne-Koksijde, Dwars door Vlaanderen, Dwars door de Vlaamse Ardennen en de Internationale Junioren Driedaagse van Axel. In 2013 wordt ze voor de eerste maal opgenomen in de E3 Harelbeke, waarna ze ook in 2014 en 2015 onderdeel uitmaakt van het parkoers. In 2014 is ze onderdeel van de 5e etappe van de Eneco Tour.
De helling is als afdaling ook opgenomen in de rode lus van de recreatieve fietsroute Ronde van Vlaanderenroute.